# Мађарски телеком
Мађарски телеком (мађ. Magyar Telekom Távközlési Részvénytársaság) је највећа мађарска телекомуникациона компанија. Бивши монополиста је сада подружница Дојче телекома. До 2005. био је познат под називом MATÁV (мађ. Magyar Távközlési Rt.)

## Историјат
Мађарски телеком је основан 1991. издвајањем из Мађарске поште. Мађарски телеком је фазно приватизован од 1993. до 2000. када је дошао у већинско власништво Дојче телеком-а. Мађарски телеком је прва компанија из источне Европе која је 1997. изашла на Њујоршку берзу. 2001. Мађарски Телеком купује Македонски Телеком и долази до либерализације тржиште фиксне телефоније у Мађарској. 2005. Мађарски телеком купује Црногорски телеком и извршен је ребрендинг телекома и почиње употреба Т бренда.

## Пословање
Као и све компаније у Дојче телеком групи Мађарски телеком послује под следећим брендовима: 
- T-Home за фиксну телефонију.
- T-Mobile за мобилну телефонију.
- T-Systems за велике системе (корпорације).

## Галерија
- Седиште Мађарског Телекома у Будимпешти
- Телефонска говорница МТ-а